# Bahnhof Montmédy-Ville
| Bahnhof Montmédy-Ville                         | Bahnhof Montmédy-Ville |
| ---------------------------------------------- | ---------------------- |
| Feldbahn-Betrieb während des Ersten Weltkriegs |                        |
| Spurweite:                                     | 1000 mm (Meterspur)    |
|                                                |                        |

Der Bahnhof Montmédy-Ville (vorübergehend während des Ersten Weltkriegs auch bekannt als Bahnhof Montmédy-Süd)  war ein 1889 bis 1948 genutzter Bahnhof bei Montmédy im Département Meuse in der Region Grand Est (bis 2015 Lothringen) in Frankreich.

## Geschichte
Der Bahnhof lag an der 61 km langen Meterspur-Bahnstrecke Verdun – Vaux-devant-Damloup – Montmédy des Réseau de la Woëvre, die von 1914 bis 1938 betrieben wurde.
Während des Ersten Weltkriegs errichtete das Deutsche Heer vor dem steinernen Bahnhofsgebäude eine hölzerne Bahnhofshalle. In dieser Zeit wurden mehrere Mallet-Lokomotiven der Harzer Eisenbahn-Gesellschaften in Montmédy  eingesetzt, z. B. die B'B-n4vt-Lokomotive Braunschweig der Gernrode-Harzgeroder Eisenbahn sowie zwei B’B-n4vt-Lokomotiven der Nordhausen-Wernigeroder Eisenbahn.
Seit einer aufwendigen Restaurierung beherbergen der alte Bahnhof sowie ein davor errichtetes, Grand Wagon genanntes Gebäude die Umkleideräume und einen Aufenthaltsraum für Sportvereine.